# Hofstedehuis
Het Hofstedehuis is een herenhuis in de Nederlandse stad Assen.

## Historie
In 1780 kwam de Asser Vaart gereed. Rond de kop van de Vaart werden door het landschapsbestuur 22 percelen uitgegeven. Op een van deze percelen bouwde architect Abraham Martinus Sorg een woonhuis voor zichzelf en zijn gezin. Hij bouwde in die tijd ook de Koepelkerk in Smilde en werd ervan beschuldigd materiaal van de kerk voor zijn eigen huis te gebruiken. Dat was er mogelijk mede de reden van dat hij het pand kort nadat het af was verkocht aan Fredrik Ottho baron van Dörnberg Heiden (1730–1811), die toen nog woonde op het landgoed Lemferdinge bij Eelde. Uit nieuw onderzoek in 2023 bleek echter dat dit niet om het (latere )Hofstedehuis ging, maar om het pand Vaart ZZ 25. Dörnberg kocht daarnaast ook nog het perceel van de gewezen ontvanger-generaal Johannes van Lier uit diens failliete boedel. Hier stond alleen een eenvoudig huis en pakhuisje. Het was dit perceel waarop Dörnberg vanaf 1786 het Hofstedehuis bouwde. Hij raakte echter spoedig in geldproblemen, waardoor het huis nooit af is gekomen. In het kielzog van dit onderzoek is dus ook de vraag gerezen of Sorg überhaupt het pand ontworpen heeft. Bevestiging daarvan kon in ieder geval niet gevonden worden.
Van 1805 tot 1810 was het het Asser verblijf van Willem de Lille en zijn vrouw Johanna Philippina barones van Dedem tot de Gelder. Na aankoop hebben ze het huis afgebouwd en “in- en uitwendig pragtig verbetert en opgesierd, zodat geen ander huis in dese plaats daarmede in gelijkheid kan komen” zoals toen werd opgetekend. Na de dood van de Lille hield zijn weduwe het aan tot haar eigen dood in 1815.
De volgende eigenaar, mr. Coenraad Wolter Ellents Hofstede (1784-1841), is de naamgever van het Hofstedehuis. Hij was onder andere burgemeester van Assen. Latere eigenaren waren onder meer Rudolph Otto van Holthe tot Echten en Arend Willem van Imhoff.
Aan het begin van de 20e eeuw werd de begane grond verbouwd tot winkel, in 1927 werd Hotel Restaurant Café Royal (ook Hotel Bies) hier gevestigd. In de jaren zeventig werd het pand verbouwd en gerenoveerd voor de Nederlandse Crediet Bank (NCB). In 1994 werd het pand erkend als rijksmonument. Tegenwoordig is het pand in eigendom van Ploegmakers Beheer B.V.

## Beschrijving

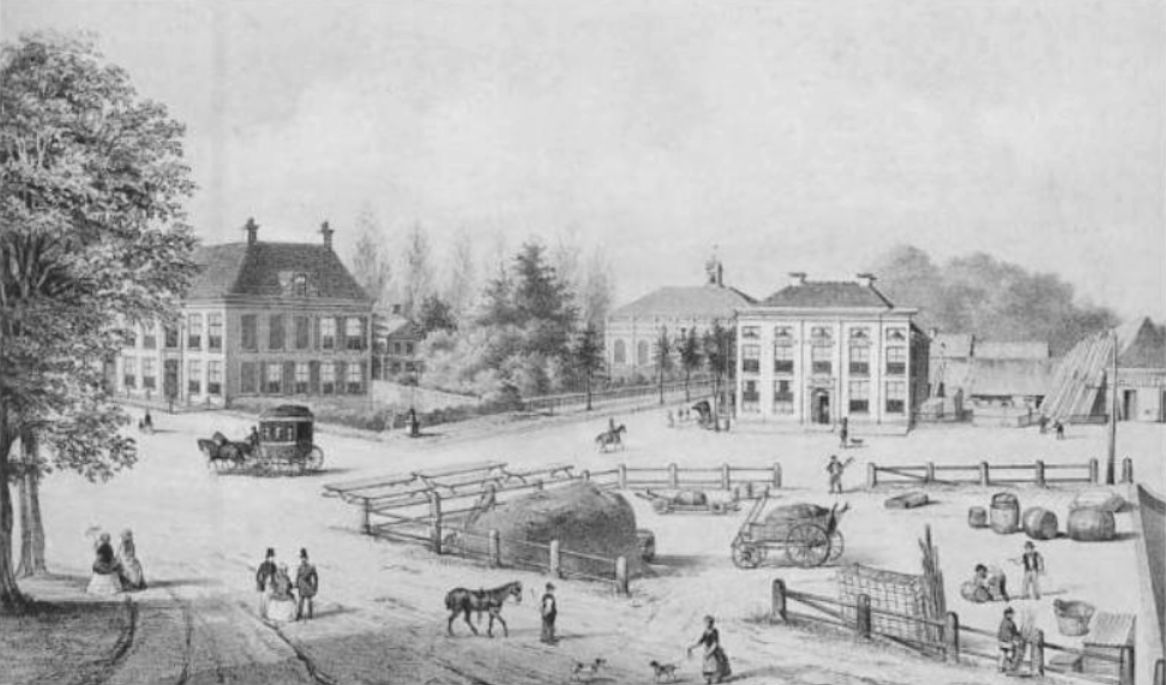
De Markt ca. 1852, links -achter de diligence- het Hofstedehuis, met daarachter de tuin en aan het eind de Jozefkerk

Het huis werd gebouwd in een classicistische stijl op een rechthoekig plattegrond en heeft twee bouwlagen. De schilddaken werden gedekt met Hollandse pannen en heeft houten dakkapelen. De voorgevel met entree was gelegen aan de Markt. De huidige entree aan de westkant werd rond 1900 gebouwd.
De achtergelegen slingertuin lag geheel tussen de huidige Kerkstraat en Collardslaan en liep door tot het Kerkplein. Anna Geertruida van Echten, weduwe van Rudolph Otto van Holthe tot Echten, verkocht in 1845 het zuidelijk gedeelte van de tuin voor de bouw van de Jozefkerk. In de tweede helft van de 19e eeuw werd het pand gesplitst in verschillende wooneenheden. Het naastgelegen café aan de Markt hoorde oorspronkelijk ook bij het herenhuis.